# Positive Vertragsverletzung
Die positive Vertragsverletzung (abgekürzt: pVV) bezeichnete bis zur Schuldrechtsreform 2002 im deutschen Zivilrecht eine Leistungsstörung, die zum Schadensersatz führte. Eine positive Vertragsverletzung konnte dabei vorliegen, wenn bezüglich vertraglicher Nebenpflichten oder nicht geregelter Hauptpflichten im Gesetz eine Regelungslücke bestand, die es zu kompensieren galt, weil die Regelungen zur Unmöglichkeit, zum Verzug oder zur Gewährleistung nicht anwendbar waren.

## Anwendungsfälle vor der Schuldrechtsreform
Einer der Haupttypen der positiven Vertragsverletzung war die Schlechtleistung bei solchen Verträgen, die keine Gewährleistung vorsahen. Davon betroffen waren sogenannte atypische Verträge, aber auch Dienstverträge im Sinne von § 611 2. Alt. BGB. 
Ein weiterer Hauptanwendungsfall war der Ausgleich für diejenigen Schäden, die an anderen Rechtsgütern als dem Vertragsgegenstand selbst entstanden. Rechtlich werden diese Schäden als Mangelfolgeschäden gefasst. Betroffen waren zudem die Fälle von Falschlieferungen (aliud), auch sie mussten über die pVV kompensiert werden. 
Die pVV konnte sich auch auf den reinen Sorgfaltspflichtenkreis beziehen und diente dort dem Ausgleich, wenn beispielsweise über vertragsrelevante Umstände nicht aufgeklärt worden war, die Aufklärung aber geholfen hätte, den konkreten Schaden zu vermeiden. Betroffen konnten auch Obhutspflichten sein, die dem Schutz von Sachen dienten. Hatte eine der beiden Vertragsparteien gar die vertragliche Vertrauensgrundlage zerstört, so konnte ein gegebenenfalls eingetretener Schaden ebenfalls über die pVV abgewickelt werden.

## Heutige Rechtssituation
Heute ist die positive Vertragsverletzung im neu gefassten § 280 Abs. 1 BGB geregelt. Dabei wurde ein neuer Grundtatbestand geschaffen; zuvor regelte die Norm allein die Haftung für zu vertretende Unmöglichkeit. Verursacht demnach der Schuldner eine Leistungsstörung, indem er eine Verpflichtung aus einem Schuldrechtsverhältnis verletzt, so setzt er sich gegenüber dem Leistungsgläubiger Schadensersatzansprüchen aus. 
Die Regelung gilt für alle seit dem 1. Januar 2002 begründeten Vertragsverhältnisse. Damit entfiel die positive Vertragsverletzung als Rechtsinstitut der ständigen Rechtsprechung, wie sie sich seit den 1920er Jahren zu einem gewohnheitsrechtlichen Instrumentarium entwickelt hatte. Gleichwohl ist die pVV bis heute Bestandteil des allgemeinen juristischen Sprachgebrauchs geblieben. Über eine entsprechende Anwendung des § 241 Abs. 2 BGB wird die heutige Regelung auch dem Ausgleich für die Verletzung von Leistungstreue- und Schutzpflichten gerecht.

## Historie
Bereits kurz nach Inkrafttreten des BGB im Januar 1900 stellte sich heraus, dass das Modell der Nichterfüllung/Schlechterfüllung des BGB zu eng ist, um alle Formen der Vertragsverletzung (etwa die Lieferung gesundheitsschädigender Waren, oder bloßen Ausschuss produzierende Maschinen) zu erfassen. Hermann Staub prägte trotz des negativen Modellcharakters (Schadensersatz), im Jahr 1902 den Begriff der „positiven Vertragsverletzung“. „Positiv“ wurde begrifflich verwendet, weil ein Vertrag trotz seiner Erfüllung notlitt und nicht etwa aufgrund von Nichterfüllung („negativ“). Bald wurden Schadensersatzansprüche aus pVV auf die Verletzung von vertraglichen Nebenpflichten und gesetzlichen Schuldverhältnissen erweitert.
Diese Rechtsauffassung etablierte sich beim Reichsgericht. So wurde vor dem Reichsgericht der Fall eines Getreidehändlers verhandelt, der Roggen gekauft hatte, welcher von einer Mühle als „nicht mahlfähig“ zurückgewiesen wurde. Die Gewährleistung aus Wandelung sah das Gericht nicht für gegeben und sprach dem Händler stattdessen Schadensersatz aus positiver Vertragsverletzung zu. 
Der Bundesgerichtshof bestätigte das Rechtsinstitut der positiven Vertragsverletzung erstmals im November 1953.
Ein ebenfalls im Gesetz lange nicht geregeltes Institut war die culpa in contrahendo, die die schuldhafte Verletzung von Pflichten aus einem vorvertraglichen Schuldverhältnis regelte. Auch die culpa in contrahendo ist nunmehr in § 311 Abs. 2 und 3 BGB gesetzlich geregelt.

## International
Neben der Nichtleistung regelt das Schweizer Obligationenrecht (OR) in den Art. 97 ff. OR auch die Schlechterfüllung von Verträgen. Eine Schlechterfüllung knüpft an der Differenz des Zustands einer „versprochenen“ und einer „tatsächlich erbrachten“ Leistung des Schuldners an. Primär umfasst Art. 97 Abs. 1 OR die Unmöglichkeit, doch Lehre und Rechtsprechung haben den Anwendungsbereich von Art. 97 OR ff. auf die positive Vertragsverletzung erweitert. Im Urteil definierte das Bundesgericht die positive Vertragsverletzung als „eine Verletzung der allgemeinen Pflicht jeder Vertragspartei, alle Handlungen zu unterlassen, welche geeignet sind, den Vertragszweck zu gefährden oder zu vereiteln“. Diese umfasst alle Arten der nicht gehörigen Erfüllung vertraglicher Pflichten, in denen der Schuldner leistet (keine Leistungsunmöglichkeit) und er dies auch rechtzeitig tut (kein Verzug).
Das Common Law projiziert in Verträge ein Garantieversprechen (englisch warranty) hinein. Wird die vertraglich versprochene Leistung nicht bewirkt, liegt eine Vertragsverletzung (englisch breach of contract) vor, gleichgültig, ob sie überhaupt nicht, zu spät oder schlecht erbracht wird; der Gläubiger kann Schadenersatz fordern oder bei Verletzung grundlegender Vertragspflichten (englisch fundamental breach) vom Vertrag zurücktreten (englisch discharge by breach).